# Ermita de Sant Anton (Villena)
L'ermita de Sant Anton es troba en el nucli antic de Villena, a la rodalia de la plaça de Sant Jaume. La seua construcció data, almenys, de 1586 i té la condició de Bé de Rellevància Local, a més d'estar inclòs en el BIC que conforma el centre històric de la ciutat. En l'actualitat s'usa àmpliament com a sala d'exposicions.
L'ermita data del segle xvi, sent el primer esment que es conserva d'ella de 1586. Consta que en 1709 ja se celebraven les festes de Sant Anton, que són per tant unes de les més antigues de Villena. Aquell any va haver-hi «faves i guijas, foguera, tonyes i focs d'artifici», tradicions les tres últimes que s'han mantingut fins a l'actualitat. En 1791 van tenir lloc grans obres de reparació en l'ermita, que l'any 1996 amenaçava ruïna. Per aquest motiu, l'Associació de Veïns del Barri de Sant Anton va començar a realitzar obres de restauració que van culminar 10 anys després (2006).
Sobre la portada s'alça una espadanya en la qual se situa la campana. Aquesta, denominada Sagrada Família, es va fondre en 1723 i va ser restaurada en 2007.